# Emil Steinberger
Pour les articles homonymes, voir Steinberger (homonymie).
 (janvier 2024).
Emil, de son nom complet Emil Steinberger, né à Lucerne le 6 janvier 1933, est un cabarettiste, humoriste et acteur suisse. 
Dans le monde francophone, il est connu pour son sketch Caporal Schnyder et pour le deuxième rôle principal dans Les Faiseurs de Suisses.

## Biographie
Emil Steinberger naît le 6 janvier 1933 à Lucerne, dont il est également originaire. Son père, Rudolf, est comptable ; sa mère est née Creszentia Horat.
Il travaille d'abord comme buraliste postal. À 27 ans, il entreprend une formation de graphiste à la Schule für Gestaltung, à Lucerne.
En 1967, il fonde avec sa première épouse, le Kleintheater à Lucerne et dirige également un cinéma, ce qui l'amène à créer le cinéma Atelier, pour des films réalisés en studio. Il monte sur scène comme cabarettiste-amateur d'abord en tant que membre d'un ensemble, plus tard en solo dans Emil und die 40 Räuber, Emils Neid-Club et Onkel Emils Hütte.
Avec les spectacles Geschichten, die das Leben schrieb et E wie Emil, le succès se confirme pour Emil en 1970 en Suisse, en Allemagne et en Autriche. Il donne des spectacles en français en Suisse romande dès 1983. En 1977, il se produit au cirque national suisse Knie, dans le personnage d'Emil, puis, en 1978, il tient l'un des rôles principaux du film Les Faiseurs de Suisses. En 1987, il met un terme à sa carrière, pour un temps seulement.
En 1993, il quitte la Suisse pour s'établir anonymement à New York. À son retour en Suisse en 1999, il s'établit à Territet, dans le canton de Vaud. En 2000, il fonde avec sa seconde épouse la maison d'édition Édition E, afin de produire des livres et DVD dans le cadre de leur propre société. En 2003, la Rose d'Or le gratifie d'une Rose d'honneur. En 2009, l'humoriste reçoit la médaille de Montreux. En 2014, Emil et sa femme s'établissent à Bâle pour être plus proche des lieux où il joue ses spectacles, y compris en Allemagne. Cela leur donne aussi l'occasion de retrouver leur langue maternelle, le Schwyzerdütsch.
Avant son 85 anniversaire, son spectacle intitulé Emil - Encore une fois ! ou Encore une fois, Emil Steinberger, pour la captation francophone au théâtre Fauteuil à Bâle, a débuté en septembre 2015 et s'est achevé en novembre 2017. Ce spectacle existe aussi en allemand sous le titre Emil - Noch einmal ! et en dialecte suisse allemand sous le titre Emil - No einisch !.

## Filmographie
- 1967 : Wir sterben vor
- 1976 : Die plötzliche Einsamkeit des Konrad Steiner : Beamter
- 1978 : Les Faiseurs de Suisses (Die Schweizermacher) : Moritz Fischer
- 1979 : Messidor
- 1980 : La Formule : Postal Clerk
- 1982 : Kassettenliebe : Felix Stamm
- 1985 : Kaiser und eine Nacht
- 1991 : Niklaus und Sammy
- 2024 : Typique Emil

## Récompenses et distinctions
- 1986 : ordre Karl-Valentin (de)[1]
- 1988 : Anneau Hans-Reinhart[1]
- 2009 : prix Münchhausen

## Sources
- « Emil Steinberger », sur la base de données des personnalités vaudoises sur la plateforme « Patrinum » de la Bibliothèque cantonale et universitaire de Lausanne.
- « Emil Steinberger » dans le Dictionnaire historique de la Suisse en ligne.
- 24 Heures, 2003/01, p. 13 avec photographie & 2009/01/10-11, p. 17
- Filiations des personnalités racontent leur histoire familiale, p. 539-544
- Le Temps 2001/01/13, p. 48 Emil Steinberger, humoriste, fils de Crescentia et Rudolf par Myriam Meuwly